# Donnell Harvey
Donnell Harvey (Shellman, 26 de agosto de 1980) é um ex-jogador norte-americano de basquete profissional que atuou na  National Basketball Association (NBA). Foi o número 22 do Draft de 2000.